# 太平天國戰爭全史
《太平天国戰爭全史》，為一本講述太平天國由興起到衰亡全面經過的史書，涵蓋了歷史學、軍事學的範疇。全書一共四卷，分別為太平军兴、战略发展、战略相持、天国衰亡，约200多万字，由崔之清主编主稿。